# Ezrana pygmaea
Ezrana pygmaea är en insektsart som beskrevs av William Lucas Distant 1908. Ezrana pygmaea ingår i släktet Ezrana och familjen dvärgstritar. Inga underarter finns listade i Catalogue of Life.